# Pan Am (Fernsehserie)
Pan Am ist eine US-amerikanische Fernsehserie von Jack Orman, die von Jack Orman Productions und Out of the Blue Entertainment für den US-Sender ABC produziert wurde. Im Mittelpunkt der in den frühen 1960er Jahren vor dem Hintergrund des Kalten Krieges angesiedelten Handlung steht das Flugpersonal der Pan American World Airways. Pan Am galt während der Anfangszeit des kommerziellen Jet-Zeitalters und des Jetset als führende internationale Fluggesellschaft. In den USA wurde die Serie erstmals am 25. September 2011 auf ABC ausgestrahlt.
Im Mai 2012 gab ABC das Ende der Serie nach der ersten Staffel bekannt.
Sie wurde unter anderem nach Großbritannien, Frankreich, Kanada, Spanien, Japan, Australien und in über 100 weitere Länder verkauft. In Deutschland wurde die Serie ab Februar 2013 auf Sixx ausgestrahlt.

## Handlung
Die Serie spielt in den 1960er Jahren und handelt von der Arbeit der Flugbegleiterinnen Maggie, Kate, Laura und Colette, sowie der Piloten Dean und Ted. Maggie ist die pragmatische Purserette, die zu Beginn der Serie wegen wiederholter Verstöße gegen die Uniformtrageordnung vorübergehend vom Bordeinsatz suspendiert wird. Auf Empfehlung ihrer Kollegin Bridget Pierce wird Kate vom CIA als Geheimagentin angeworben. Gleichzeitig versucht ihre besonders gut aussehende jüngere Schwester Laura als frischgebackene Stewardess bei der Fluggesellschaft Fuß zu fassen und gelangt schon bald in Pan-Am-Uniform auf das Titelblatt des Life Magazine. Die französischstämmige Stewardess Colette muss erkennen, dass der Mann, den sie liebt, verheiratet ist und hat mit einer traumatischen Kindheit zu kämpfen. Dean ist auf der Suche nach seiner verschollenen Fast-Verlobten Bridget, während Ted versucht, seine Vergangenheit als gescheiterter Militärpilot hinter sich zu lassen. Auf ihren Flügen wird die Crew Zeuge verschiedener historischer Ereignisse einschließlich der legendären Rede von John F. Kennedy in Berlin.

## Produktion

Logo der Fluggesellschaft Pan Am

Um die Serie drehen zu können, musste Sony zunächst mit der US-amerikanischen Eisenbahngesellschaft Pan Am Systems, den aktuellen Besitzern des Pan Am Logos, verhandeln. Insgesamt wurde über drei Jahre hinweg verhandelt. Produzentin Nancy Hult Ganis, eine ehemalige Stewardess bei der Fluggesellschaft, konnte die Besitzer schließlich überzeugen: „Ich erklärte, es würde ein Abenteuer über junge Frauen werden, die die Welt erkunden. Sie verstanden, was es mir bedeutete. Für ein junges Mädchen war es einfach außergewöhnlich, reisen zu können und so unabhängig zu sein.“ Ganis gelang es, Originaluniformen der Fluggesellschaft aufzutreiben, allerdings musste die Farbe für die Serie leicht verändert werden, da das Originalblau durch die hohe Farbauflösung der Kamera zu blaugrau wirkte. Auch wurden sie etwas körperbetonter geschneidert. Um das authentische Make-up der damaligen Zeit nachzubilden, wurde das offizielle Handbuch der Stewardessen aus den 1960er Jahren benutzt.
Obwohl die Serie die Charakter in verschiedenen Städten überall auf der Welt zeigt, wurde die Serie in und um New York, wie in den Cold Coast Studios auf Long Island oder dem Brooklyn Navy Yard, gedreht. Für die Szenen innerhalb des Flugzeuges wurde das Inventar echter Flugzeuge verwendet, die in den Farben der Pan Am gestrichen wurden. Für den Nachdreh verschiedener Szenen der Pilotfolge wurden laut dem Regisseur Thomas Schlamme noch vier bis fünf zusätzliche Tage benötigt. Die Kosten für die Pilotfolge beliefen sich auf ca. 10 Millionen US-Dollar, was sie neben der von Terra Nova zu einer der teuersten Pilotfolgen der Season machte. Für einige Szenen der folgenden Episoden stellte laut Jaunted John Travolta dem Team seine Boeing 707 zur Verfügung, die extra für diesen Zweck mit Hilfe einer Vinylhülle mit dem Logo der Pan Am versehen wurde.
Ganis sagte in einem Interview, als sie nach der Botschaft der Serie gefragt wurde: „Es war eine Zeit, in der wir wie Gastgeberinnen behandelt wurden. Es ging freundlicher und interaktiver zu. Beinahe 80 Prozent der Crew stammten aus der ganzen Welt.“ Nach Handlungsbögen gefragt, wies der Serienschöpfer Jack Orman darauf hin, dass die Fluggesellschaft eng mit dem Außenministerium der Vereinigten Staaten zusammenarbeitete, was sich in der Geschichte der Charaktere Kate Cameron und Bridget Pierce widerspiegelt. Episoden, welche sich mit Terrorismus befassen, mit dem die Fluggesellschaft Pan Am besonders in den 1970er Jahren zu kämpfen hatte, wären „im Moment“ nicht geplant.
Am 24. Oktober 2011 wurde bekannt gegeben, dass Steven Maeda als Show Runner und als neuer Produzent zum Team stoßen würde. Hintergrund waren die sinkenden Einschaltquoten der Serie auf dem eher ungünstigen Sendeplatz um 22 Uhr am Sonntag. Obwohl die Quoten inzwischen nicht mehr befriedigend waren, gab ABC im November 2011 fünf weitere Drehbücher in Auftrag und bestätigte, dass Ashley Greene, u. a. bekannt aus Twilight – Bis(s) zum Morgengrauen, für eine wiederkehrende Rolle verpflichtet wurde.
Ende November 2011 bestätigte die Schauspielerin Karine Vanasse (Darstellerin der Colette Valois) über Twitter das Ende der Serie. ABC dementierte jedoch zunächst umgehend die Berichte über die Absetzung und erklärte, die Serie werde weiter produziert. Die offizielle Absetzung durch ABC erfolgte im Mai 2012.

## Besetzung und Synchronisation
Die deutsche Synchronisation entstand nach einem Dialogbuch und unter der Dialogregie von Andreas Pollak durch die Synchronfirma Berliner Synchron AG Wenzel Lüdecke in Berlin.
| Rollenname             | Schauspieler/in  | Hauptrolle | Nebenrolle        | Synchronsprecher/in  | Kurzbeschreibung |
| ---------------------- | ---------------- | ---------- | ----------------- | -------------------- | --- |
| Margaret „Maggie“ Ryan | Christina Ricci  | 1–14       |                   | Sonja Spuhl          | Purserette der Crew |
| Laura Cameron          | Margot Robbie    | 1–14       |                   | Magdalena Turba      | Kates jüngere Schwester, die ihren Bräutigam am Tag ihrer Hochzeit vor dem Altar stehen gelassen hat, um Stewardess zu werden |
| Ted Vanderway          | Michael Mosley   | 1–14       |                   | Gerrit Schmidt-Foß   | Erster Offizier |
| Colette Valois         | Karine Vanasse   | 1–14       |                   | Angela Ringer        | Eine französische Stewardess, die im Zweiten Weltkrieg ihre Eltern verlor                                                     |
| Dean Lowrey            | Mike Vogel       | 1–14       |                   | Robin Kahnmeyer      | Frisch beförderter Kapitän, der mit Bridget Pierce liiert war                                                                 |
| Kate Cameron           | Kelli Garner     | 1–14       |                   | Dascha Lehmann       | Lauras ältere Schwester, arbeitet neben ihrer Tätigkeit als Stewardess für die CIA                                            |
| Richard Parks          | Jeremy Davidson  |            | 1–14              | Dennis Schmidt-Foß   | CIA-Agent in New York |
| Sanjeev                | Kal Parekh       |            | 1–2, 4–7, 14      |                      | Flugingenieur der Crew |
| Bridget Pierce         | Annabelle Wallis |            | 1–2, 10–11        |                      | Frühere Purserette der Crew und Geheimagentin der CIA                                                                         |
| Roger Anderson         | David Harbour    |            | 1, 3, 5, 9–10, 14 | Jörg Hengstler       | Agent des britischen MI6 und Kates Kontaktmann in England                                                                     |
| Mike Ruskin            | Colin Donnell    |            | 3, 7, 10–11       | Alexander Doering    | Kolumnist und Freund von Maggie                                                                                               |
| Niko Lonza             | Goran Višnjić    |            | 5–7, 13           | Matthias Deutelmoser | Jugoslawischer Diplomat und späterer Liebhaber von Kate                                                                       |
| Amanda Mason           | Ashley Greene    |            | 9–12, 14          | Nicole Hannak        | Teds Jugendfreundin und spätere Verlobte                                                                                      |

## Ausstrahlung
Vereinigte Staaten
In den USA startete die Serie am 25. September 2011 auf dem US-amerikanischen Sender ABC. Die Pilotfolge wurde von etwa 11,06 Millionen Menschen gesehen und erreichte ein Rating von 3,1 in der werberelevanten Zielgruppe der 18–49-Jährigen. Die darauffolgenden Folgen erzielten eine bedeutend niedrigere Sehbeteiligung. So betrug die Quote der siebten Episode nur noch knapp über fünf Millionen und erreichte ein Rating von 1,7. In den weiteren Wochen bis zum Staffelfinale Mitte Februar 2012 gingen die Einschaltquoten runter auf nur noch 2,5 bis 4 Millionen Zuschauer und einem Rating von 1,2.
Deutschland
Die Ausstrahlungsrechte für Deutschland erwarb Anfang Oktober 2011 die ProSiebenSat.1 Media. Die Ausstrahlung der Serie erfolgt seit dem 4. Februar 2013 auf dem Sender Sixx.
International
In Kanada begann die Ausstrahlung der Serie zeitgleich mit den USA auf den beiden Sendern Bravo! und CTV. In Schweden wird sie seit Oktober 2011 auf dem Sender TV3, in Irland auf RTÉ Television, in Norwegen auf dem Sender TV3 und seit November 2011 in Portugal auf SIC ausgestrahlt. Die Ausstrahlung in Großbritannien erfolgt seit dem 16. November 2011 auf BBC Two. In Japan ist die Ausstrahlung seit März 2012 zu sehen. Insgesamt wurde Pan Am in über 100 Länder verkauft. International war die Serie teilweise deutlich erfolgreicher als in den USA. So erhielt die Pilotfolge in Schweden mit 7,6 Prozent die höchste Einschaltquote, die jemals für die Premiere einer ausländischen Serie auf diesem Sender verzeichnet wurde. Allerdings sank auch dort das Publikumsinteresse rasch.

## Episodenliste
| Nr. | Deutscher Titel             | Originaltitel           | Erstausstrahlung USA | Deutschsprachige Erstausstrahlung (D) | Regie               | Drehbuch                                           | Einschaltquoten (USA) |
| --- | --------------------------- | ----------------------- | -------------------- | ------------------------------------- | ------------------- | -------------------------------------------------- | --------------------- |
| 1   | Der Jungfernflug            | Pilot                   | 25. Sep. 2011        | 4. Feb. 2013                          | Thomas Schlamme     | Jack Orman                                         | 11,06 Mio.            |
| 2   | Paris                       | We’ll Always Have Paris | 2. Okt. 2011         | 11. Feb. 2013                         | Chris Misiano       | Mike Daniels & Jack Orman                          | 7,76 Mio.             |
| 3   | Ich bin ein Berliner        | Ich Bin Ein Berliner    | 9. Okt. 2011         | 18. Feb. 2013                         | Alex Graves         | Yahlin Chang                                       | 6,38 Mio.             |
| 4   | Die ungleichen Schwestern   | Eastern Exposure        | 16. Okt. 2011        | 25. Feb. 2013                         | Thomas Schlamme     | Jack Orman & Moira Walley-Beckett                  | 5,84 Mio.             |
| 5   | Der Glücksbrunnen           | One Coin In A Fountain  | 23. Okt. 2011        | 4. März 2013                          | Andrew Bernstein    | Lydia Woodward                                     | 5,68 Mio.             |
| 6   | Schein und Sein             | The Genuine Article     | 30. Okt. 2011        | 11. März 2013                         | Matt Penn           | Todd Ellis Kessler & Nick Thiel                    | 5,46 Mio.             |
| 7   | Wahrheit oder Pflicht       | Truth or Dare           | 6. Nov. 2011         | 11. März 2013                         | Julie Anne Robinson | Mike Daniels & Jack Orman                          | 5,17 Mio.             |
| 8   | Der Hurrikan                | Unscheduled Departure   | 13. Nov. 2011        | 18. März 2013                         | Millicent Shelton   | Jill Abbinanti & Nick Thiel                        | 5,64 Mio.             |
| 9   | Küsse und Kanonen           | Kiss Kiss Bang Bang     | 4. Dez. 2011         | 18. März 2013                         | John Fortenberry    | Moira Walley-Beckett & Lydia Woodward              | 4,65 Mio.             |
| 10  | Notlügen                    | Secrets and Lies        | 8. Jan. 2012         | 25. März 2013                         | Allison Liddi-Brown | Mike Daniels                                       | 3,96 Mio.             |
| 11  | Hinter dem Eisernen Vorhang | Diplomatic Relations    | 15. Jan. 2012        | 25. März 2013                         | David Petrarca      | Todd Ellis Kessler, Jeffrey Lieber & Craig Shapiro | 3,82 Mio.             |
| 12  | Neue Grenzen                | New Frontiers           | 22. Jan. 2012        | 1. Apr. 2013                          | John Fortenberry    | Jessica Ramos & Scott Erik Summer                  | 3,74 Mio.             |
| 13  | Der richtige Zeitpunkt      | Romance Languages       | 12. Feb. 2012        | 1. Apr. 2013                          | John Coles          | Moira Walley-Beckett                               | 2,66 Mio.             |
| 14  | 1964                        | 1964                    | 19. Feb. 2012        | 1. Apr. 2013                          | Andrew Bernstein    | Nick Thiel                                         | 3,88 Mio.             |

## Rezeption

### Kritik
Die Serie hat bei Metacritic ein Metascore von 67/100 basierend auf 28 Rezensionen. Auf TV.com hat die Serie ein Rating von 8,2/10 basierend auf 523 abgegebenen Stimmen, und auf IMDb.com ein Rating von 6,6/10 basierend auf 12.798 abgegebenen Stimmen. The Insider listete die Serie unter den zehn besten Serien des Herbstes 2011 und nannte sie „eine der rundesten Serien der neuen Saison“. Kritiker bemängelten jedoch, dass die Serie versuche, die 60er und Stewardessen glamouröser zu zeigen als sie eigentlich waren. Mitunter wurde der Serie vorgeworfen, Sexismus und natürliche Auslese zu glorifizieren, da gezeigt wird, welchen demütigenden Prozeduren sich die Stewardessen unterziehen mussten und der Charakter Ted in der Pilotfolge postuliert, dass es sich bei ihnen um eine neue Frauenrasse handelt.

Pan Am romanticizes the past, whereas Mad Men, on AMC, takes pleasure in slyly mocking antiquated mores. If only for the costumes and ’60s music, Pan Am is amusing to see at least once, but if it has any instructive benefit at all, it’s as a mood indicator for these times, not those.

„Pan Am romantisiert die Vergangenheit, während sich Mad Men auf AMC einen Spaß daraus macht, antiquierte Moralvorstellungen hinterlistig zu verspotten. Allein wegen der Kostüme und der Sixties-Musik ist Pan Am wenigstens einmal recht amüsant anzuschauen, aber wenn es irgendeinen bildenden Nutzen hat, dann allenfalls als Stimmungsindikator dieser Zeit, nicht der damaligen.“

### Preise und Nominierungen
Rose d’Or
- 2012: Goldene Rose in der Kategorie Fernsehserie (Series)[52]

People’s Choice Awards
- 2012: Nominierung in der Kategorie Beste Neue Dramaserie[53]

American Society of Cinematographers Outstanding Achievement Awards in Television
- 2012: Nominierung des Pilotfilms in der Kategorie Einstündige Serienfolge/Pilotfilm[54]

Dorian Awards
- 2012: Nominierung in der Kategorie Unsung TV Show of the Year[55]